# Vanessa Valdiglesias
Vanessa Valdiglesias García (La Coruña, 20 de agosto de 1980) es una bióloga española que investiga el campo de la Toxicología Genómica para conocer cómo afectan a nuestro organismo determinadas sustancias cotidianas, por lo que ha sido reconocida como Mejor Investigadora Joven de Europa por la Sociedad Europea de Genómica y Mutagénesis Ambiental.

## Trayectoria
Valdiglesias estudió Biología en la Universidad de La Coruña. En 2008 gracias a su Tesis de Licenciatura obtuvo el premio de la Real Academia Gallega de Ciencias al Joven Investigador. En 2005 se incorporó al Departamento de Biología Celular y Molecular de la Universidad de La Coruña, se doctoró por la misma universidad recibiendo el Premio Extraordinario. Completó su formación en diferentes centros de investigación como la Universidad de Bradford (Reino Unido), el Instituto Nacional de Salud (Portugal) o el Instituto Científico de Hospitalización de Asistencia (Italia).
Su trabajo investigador comenzó con el estudio de los efectos del vertido de fuel del Prestige en las células y genómica de los seres humanos. Actualmente su grupo de investigación estudia los posibles impactos que puede tener en la salud el uso de nanomateriales que se utilizan en agricultura, medicina o cósmetica. Concretamente, se trata de conocer cómo alteran al material genético sustancias a las que el ser humano está expuesto en su vida cotidiana. La aplicación de su trabajo tiene gran importancia en la prevención de riesgos laborales, ya que conocer el comportamiento y efecto de sustancias ayuda a elaborar guías de prevención de impactos en salud. También es fundamental su trabajo ya que muchas sustancias son puestas en el mercado sin haber comprobado previamente su toxicidad.
A lo largo de su carrera ha recibido distintos premios y galardones por su trayectoria científica entre los que destacan el Premio Promoción de Jóvenes Investigadores de la Real Academia Gallega de Ciencias 2008, el Premio al Mejor Investigador Joven de Europa de la Sociedad Europea de Genómica y Mutagénesis Ambiental 2015, por el que fue reconocida por el periódico El Correo como una de las diez personas con menos de 35 años más influyentes de España en 2015, el Premio Gallega Destacada 2016 y, recientemente, el premio Europeo Investigador Emergente en el Campo del Envejecimiento 2019, además de los premios a trabajos de investigación Dolores Trigo (2013) y Real Academia Gallega de Ciencias (2015). En su carrera investigadora ha publicado más 70 publicaciones, participado en diferentes congresos y un libro sobre la Terapia Génica.